# Álvaro Vázquez
Álvaro Vázquez García (Badalona, Barcelona, 27 de abril de 1991) es un futbolista español que juega como delantero en el C. F. Badalona de la Tercera Federación. Es hermano del cantante Raoul Vázquez.

## Trayectoria
Con cinco años empezó a jugar al fútbol en la localidad de San Adrián de Besós con el Club de Fútbol Trajana. Posteriormente, pasó por el C. F. Damm hasta que, en 2005, se incorporó a las categorías inferiores del R. C. D Espanyol. Comenzó en el cadete B, donde hizo treinta y cinco goles, uno más que en el cadete A la temporada siguiente; a continuación, marcó veintitrés goles con el equipo juvenil B y fue subcampeón del Mundial de Clubes sub-17. En la temporada 2008-09 pasó al juvenil A, pero se perdió gran parte del curso por una lesión y logró siete tantos. Acabó la campaña 2009-10 como máximo goleador del equipo, a pesar de jugar durante la segunda vuelta en Segunda División B con el R. C. D Espanyol "B", donde también fue el máximo anotador con ocho goles.
Con diecinueve años, Mauricio Pochettino lo seleccionó para realizar la pretemporada con el primer equipo, aunque regresó al filial para iniciar la temporada 2010-11 en Tercera División. En la cuarta jornada de la campaña, disputada el 22 de septiembre de 2010, debutó en Primera División en el estadio Santiago Bernabéu ante el Real Madrid C. F.; saltó al terreno de juego en el minuto 72 sustituyendo a Sergio García. En la siguiente jornada, ante las bajas en la delantera, Pochettino le dio la titularidad ante el C. A. Osasuna y marcó el gol de la victoria de su equipo. En 2011 fue nominado al premio Golden Boy. El 8 de enero de 2012 marcó el gol del empate de su equipo en el derbi barcelonés contra el F. C. Barcelona. Días más tarde, el 11 de enero, anotó un hat-trick en los octavos de final de la Copa del Rey contra el Córdoba C. F., que permitió a su equipo clasificarse para la ronda de cuartos de final.
Después de pasar la campaña 2012-13 en el Getafe C. F., se convirtió en el octavo fichaje español del entrenador Michael Laudrup para el Swansea City A. F. C. el 2 de septiembre de 2013, en calidad de cedido. Hizo su debut en la Premier League el día 22 del mismo mes en una victoria por 2-0 ante el Crystal Palace F. C., en la dio la asistencia a Nathan Dyer para el segundo gol. Tras su cesión, en la que finalmente solo pudo jugar doce partidos, regresó al Getafe.
El 10 de julio de 2019 se confirmó su fichaje por el Real Sporting de Gijón. El 12 de enero de 2021, tras temporada y media en el equipo asturiano, fue cedido al C. E. Sabadell F. C. hasta final de temporada. El 30 de agosto rescindió su contrato con el Real Sporting de Gijón y firmó por una temporada por el Kerala Blasters de la Superliga de India. Después de ese año siguió jugando en el país tras incorporarse al F. C. Goa.
En agosto de 2023 regresó al fútbol español después de firmar por la S. D. Ponferradina, equipo en el que jugó la primera mitad de la temporada antes de rescindir su contrato a finales de año. Entonces fichó por el Linares Deportivo que en ese momento ocupaba puestos de descenso a Segunda Federación. La campaña siguiente se unió al CF Badalona, de su ciudad natal, que competía en la Tercera Federación.
Con el CF Badalona disputa 30 partidos oficiales entre Tercera RFEF, Copa Federación y Copa Catalunya, marcando un total de 8 goles. Juega las fases de ascenso a Segunda RFEF pero caen en la eliminatoria de semifinales.

## Selección nacional
Participó con la selección española sub-20 en la Copa Mundial de Fútbol Sub-20 de 2011, celebrada en Colombia. Alcanzó los cuartos de final tras perder ante Brasil en la tanda de penaltis. Fue el máximo goleador del combinado español con cinco tantos, que le valieron para ganar la Bota de Plata, igualado con el francés Alexandre Lacazette y el brasileño Henrique Almeida. También fue campeón de la Eurocopa Sub-21 de 2013.

### Participaciones en Copas del Mundo
| Mundial                     | Sede     | Resultado        | Partidos | Goles |
| --------------------------- | -------- | ---------------- | -------- | ----- |
| Copa Mundial Sub-20 de 2011 | Colombia | Cuartos de final | 5        | 5     |

## Clubes
| Club                        | País   | Año       |
| --------------------------- | ------ | --------- |
| R. C. D. Espanyol "B"       | España | 2009-2010 |
| R. C. D. Espanyol           | España | 2010-2012 |
| Getafe C. F.                | España | 2012-2013 |
| Swansea City A. F. C.       | Gales  | 2013-2014 |
| Getafe C. F.                | España | 2014-2016 |
| R. C. D. Espanyol           | España | 2016-2018 |
| Club Gimnàstic de Tarragona | España | 2018      |
| Real Zaragoza               | España | 2018-2019 |
| Real Sporting de Gijón      | España | 2019-2021 |
| C. E. Sabadell F. C.        | España | 2021      |
| Real Sporting de Gijón      | España | 2021      |
| Kerala Blasters             | India  | 2021-2022 |
| F. C. Goa                   | India  | 2022-2023 |
| S. D. Ponferradina          | España | 2023      |
| Linares Deportivo           | España | 2024      |
| C. F. Badalona              | España | 2024-2025 |

## Palmarés

### Distinciones individuales
| Distinción                       | Año  |
| -------------------------------- | ---- |
| Bota de Plata del Mundial Sub-20 | 2011 |